# Cserhátsurány
Cserhátsurány est un village et une commune du comitat de Nógrád en Hongrie.

## Histoire
Sa première mention écrite date de 1138, où elle s'appelle Villa Surány, et même le nom de la colonie est resté Surány jusqu'en 1905.  
Au XVIe siècle, il appartenait à la famille Csór, plus tard aux Rozgonyi, puis aux familles Liszkói et Surányi.
Après l'occupation de Szandavár , la région de Cserhátsurány est également devenue un domaine fiduciaire turc, mais au moment de leur expulsion, le village était dépeuplé.  
À partir de 1726, le domaine appartenait à la famille Sréter de Sanda, qui joua un rôle majeur au XVIIIe siècle. À la fin du XIXe siècle, le village a été repeuplé avec l'installation de personnes de langue slave. Samuel Tessedik s'est joint à la famille Sreter en 1766 en tant qu'instructeur au foyer et aumônier de la cour.
La ferme de Cserhátsurány était principalement liée à l'élevage. Dans la première moitié du XIXe siècle, ils étaient principalement engagés dans l'élevage de porcs et d'ovins.
A côté du village, il y avait autrefois un village appelé Kasza, mais il a été complètement détruit, et aujourd'hui seul le nom de Kasza Hill conserve sa mémoire. Peres Hill, qui est arrivé à Cserhátsurány après un procès avec Nógrádmarcali, appartient également à la frontière du village.